# Pistolet Frommer Baby
Frommer Baby – węgierski, kieszonkowy pistolet samopowtarzalny. Baby został opatentowany w 1912 roku przez Rudolpha Frommera. Jego produkcję uruchomiono dwa lata później w 1914 roku.

## Opis
Frommer Baby był bronią samopowtarzalną. Zasada działania oparta na długim odrzucie lufy. Pistolet wyposażony jest w dwie sprężyny powrotne (zamka i lufy). Mechanizm uderzeniowy kurkowy, mechanizm spustowy bez samonapinania. Pistolet wyposażony był w bezpiecznik chwytowy.
Baby był zasilany z wymiennego, jednorzędowego magazynka pudełkowego o pojemności 6 naboi, umieszczonego w chwycie. Zatrzask magazynka u dołu chwytu.
Lufa gwintowana, posiadała cztery bruzdy prawoskrętnych.
Przyrządy celownicze mechaniczne, stałe (muszka i szczerbinka).